# Lakšmi
U hinduizmu, Lakšmi (sanskrt लक्ष्मी, Lakṣmī; engleski Lakshmi/Laxmi) velika je božica te supruga boga Višnua, kao i njegova shakti (stvarateljska moć). Lakšmi je božica obilja, ljepote i sreće, zamišljena kao prelijepa žena koja daje blagoslov. Ona je vjerna božanska supruga, jedna od Tridevi (sveto trojstvo hinduističkih božica). Njezini su roditelji mudrac Bhrigu i njegova supruga, božica Khyati.
Lakšmi je prisutna i u džainizmu. Poznata je i kao Šri (Sri, Shree, Sree) te kao Thirumagal, a posebno je štovana u šaktizmu, sekti čiji pripadnici smatraju žensku energiju uzvišenijom od muške. Višnu i Lakšmi predstavljaju savršeni par u hinduizmu.

## Kult
Budući da ju hinduisti smatraju vrlo važnim božanstvom, često ju nazivaju Mahalakšmi (Mahalakshmi, Mahalaxmi) — „velika Lakšmi”. U njezinu su čast sastavljene himne, od kojih se najpoznatija može naći u Rgvedi, a zove se Śrī Sūkta.

## Pandani
Lakšmin pandan u Indoneziji je Dewi Sri, a u Japanu Kisshōten, koja je u šintoizam ušla iz budizma. Budistički pandan Lakšmi jest Vasudhara.

## Poveznice
- Hram Mahalakshmi, Kolhapur
- Lakshmi Narayan
- Lakšmi iz Pompeja
- Kamalatmika
- Archi (božica)
- Alakšmi — Lakšmina suprotnost
- Rukmini

## Vanjske poveznice
- Himna u čast Lakšmi (izvođačica: M. S. Subbulakshmi)